# Ruzsa Viktor
Ruzsa Viktor (Budapest, 1976. január 30. –) rádiós műsorvezető, szerkesztő, blogger.

## Életútja
Születésétől fogva látássérült. Az általános iskola elvégzése után (1990-től) a Kós Károly Dolgozók Gimnáziuma Ifjúsági Tagozatán végezte középiskolai tanulmányait, majd 1994-ben érettségizett. 1996-tól több munkahelyen is dolgozott, volt betanított munkás a Fővárosi Kefe- és Seprűgyártó Vállalatnál, majd adatrögzítő az Erzsébetvárosi Foglalkoztató (röviden: ERFO) Kereskedelmi és Szolgáltató KFT-nél, majd 2003-ban egy szerencsés véletlennek köszönhetően, baráti kapcsolatai révén került kapcsolatba a Nonprofit Média Központ Alapítvánnyal. Az Alapítvány médiaismereti képzések szervezésével, megtartásával foglalkozik, kimondottan valamilyen sérültséggel élő emberek részére. A felvételi során kamera és mikrofon előtt kellett röviden bemutatkozni, és elmesélni, hogy ki mért szeretne a rádiózással, a televíziózással, esetleg filmkészítéssel foglalkozni. Ruzsa Viktor már kisgyermekkorában  azt játszotta, hogy rádiós. A felvételi beszélgetést követően elsőre felvették, tanulmányait 2004 márciusában  fejezte be. A képzés ideje alatt került kapcsolatba Horváth László Tiborral, a Mozgáskorlátozottak Egyesületeinek Országos Szövetsége (MEOSZ) szakújságírójával, aki a Civil Rádiónál dolgozott önkéntes szerkesztő-műsorvezetőként, többek között egy, fogyatékkal élő emberekkel foglalkozó magazinműsort szerkesztett, melyet korábban a Nonprofit Média Központ Alapítvány ügyvezetője, Liling Tamás készített, aki egyben a Civil Rádiót működtető Civil Rádiózásért Alapítvány kuratóriumi tagja is volt. Így egyértelmű volt, hogy a képzés rádiós szekciójának gyakorlati tere a Civil Rádió volt.
2012 szeptemberében a Civil Rádió is egyik szervezője és résztvevője volt egy nemzetközi  szemlének, amelynek témája „A kirekesztés és a sport a médiában” volt. E szemlére Ruzsa Viktor is készített interjúkat parasportolókkal, köztük Sors Tamás úszóval. Itt ismerkedett meg Zmeskáll Z. Tamással, a ZetaPress portál tulajdonosával, akinek elküldte interjúja írott változatát. Ekkor kezdett interjúiból, riportjaiból cikkeket írni a ZetaPress.hu portálon   Azóta ismeretségének köszönhetően más portálokon is - köztük a RingMagazin portálon - jelennek meg rádiós interjúinak írott változatai.

## Munkássága, referenciái
Ruzsa Viktor a Civil Rádió egyik önkéntes munkatársa. A Rádió nonprofit, közösségi rádió, az itt dolgozó valamennyi, csaknem 200 önkéntes műsorkészítő lehetőség szerint saját maga készíti el műsorát, a szinopszistól a teljes megvalósításig, tehát az adásban való megszólalásig, minimális külső segítséggel, vagy külső technikai segítség nélkül. Ruzsa Viktor ez utóbbi csoportba tartozik, ha nem élőben készíti műsorát, akkor saját maga végzi műsorainak utómunkáit is, saját maga technikusa, hangmérnöke. Műsorainak témája: kultúra, szociális ügyek, fogyatékossággal élő emberek helyzete, az őket érintő jogszabályi- és egyéb változások. Még 2004-ben Horváth László Tibor biztatására és segítségével kezdett dolgozni egy általa szervezett szerkesztői műhelyben, a Civil Rádió Handycap című magazinjában, azzal a nem titkolt szándékkal, hogy miért ne lehetne egy látássérült jó rádiós, hiszen ahogy számára közvetítik a külvilágot, ugyanazt ő maga tovább tudja adni a  rádióhallgatóknak.
A műsor péntekenként volt hallható, kezdetben 12.15-től fél órában, majd 2006. szeptemberétől 13:00 órától fél-, majd 2009-től egy órában. 2015 szeptemberében egy másik, korábban páros hét szerda esténként „Fillagória” címmel hallható műsorral egyesült, mivel a két műsor hasonló tartalommal jelentkezett. A műsor „Filagória - A védett  közösségi tér” címmel folytatódott, és jelenleg is hallható magazin.  2019. szeptemberétől pedig minden hónap első- és harmadik péntekén az Esélyegyenlőségi Magazin. Ez  utóbbi egy rádiótól független műsor, melyet több hazai közösségi rádió is átvesz, többek között a Netmédia Alapítvány által működtetett, ugyancsak online rádiója, a Hobby Rádió is,amelynek 2018. szeptemberétől    ugyancsak önkéntes munkatársa. A pénteki  műsort szombat délután 16 órakor megismétli a Civil Rádió.
A Civil Rádió  budapesti 98.0 MHz-es frekvenciára vonatkozó engedélye 2019. december 21-én lejárt, ezt követően a Rádió online rádióként működik tovább.

## Elismerések, díjak
- 2009. Az Év Civil Rádiósa - 2008.
- A Civil Rádiózásért Alapítvány Kuratóriuma 1997 végén határozott úgy, hogy minden év január végén egy, a Kuratórium valamelyik tagja, vagy leginkább a rádió főszerkesztője javaslatára elismeréssel jutalmazza azon önkéntes műsorkészítőt, aki az előző évben - szerintük - a legjobb volt. A díj feltétele, hogy a műsorkészítő nem állhat szerződéses jogviszonyban az Alapítvánnyal, azaz: nem lehet a Rádió fizetett alkalmazottja (technikusa, ügyvezetője, stb.).

## Műsorarchívum
http://www.youtube.com FILLAGORIA csatorna, illetve a http://filagoria.blogspot.com oldalon.